# Croix des Veuves
La croix des Veuves est située à Ploubazlanec en France.

## Localisation
La croix est située sur la commune de Ploubazlanec, dans le département des Côtes-d'Armor en région Bretagne.

## Description
Croix catholique de granite édifiée en 1714 d'où les femmes de pêcheurs d'Islande attendaient le retour des marins. Les goélettes étaient visibles à plus de dix milles par temps clair, depuis cet observatoire situé à 60 mètres au-dessus de la mer. 

## Historique
Le calvaire est inscrit au titre des monuments historiques par arrêté du 22 mars 1930.